# Salticidae
Salticidae là một họ nhện bao gồm 5423 loài được xếp trong 575 chi.

## Các loài ở Bỉ
Một số loài sau đây phân bố ở Bỉ:
- Aelurillus v-insignitus (Clerck, 1757) - V-Vlekspringspin
- Asianellus festivus (C.L. Koch, 1834)
- Ballus chalybeius (Walckenaer, 1802) - Eikenspringspin
- Dendryphantes rudis (Sundevall, 1833) - Glanzende dennenspringer
- Euophrys frontalis (Walckenaer, 1802) - Gewone zwartkop
- Evarcha arcuata (Clerck, 1757) - Bonte grasspringspin
- Evarcha falcata (Clerck, 1757) - Bonte springspin
- Evarcha jucunda (Lucas, 1846) - Mediterrane grasspin
- Evarcha laetabunda (C.L. Koch, 1846) - Zeldzame grasspringspin
- Hasarius adansoni (Audouin, 1826) - Kasspringspin
- Heliophanus aeneus (Hahn, 1832) - Rechte blinker
- Heliophanus auratus (C.L. Koch, 1835) - Moerasblinker
- Heliophanus cupreus (Walckenaer, 1802) - Gehaakte blinker
- Heliophanus dampfi (Schenkel, 1923) - Hoogveenblinker
- Heliophanus dubius (C.L. Koch, 1835) - Gevlekte blinker
- Heliophanus flavipes (Hahn, 1832) - Gewone blinker
- Heliophanus kochii Simon, 1868 - Koch’s blinker
- Heliophanus tribulosus (Simon, 1868) - Driepuntsblinker
- Leptorchestes berolinensis (C.L. Koch, 1846) - Grote mierspringspin
- Macaroeris nidicolens (Walckenaer, 1802) - Ovale Dennenspringer
- Marpissa muscosa (Clerck, 1757) - Schorsmarpissa
- Marpissa nivoyi (Lucas, 1846) - Helmmarpissa
- Marpissa pomatia (Walckenaer, 1802) - Goudbandmarpissa
- Marpissa radiata (Grube, 1859) - Rietmarpissa
- Myrmarachne formicaria (De Geer, 1778) - Bosmierspringspin
- Neon rayi (Simon, 1875) - Ray's neon
- Neon reticulatus (Blackwall, 1853) - Gewone neon
- Neon valentulus (Falconer, 1912) - Donkere neon
- Pellenes tripunctatus (Walckenaer, 1802) - Driepuntspringspin
- Phlegra fasciata (Hahn, 1826) - Gestreepte springspin
- Pseudeuophrys erratica (Walckenaer, 1826) - Bruine zwartkop
- Pseudeuophrys lanigera (Simon, 1871) - Huisspringspin
- Pseudicius encarpatus (Walckenaer, 1802) - Sjirpspringspin
- Salticus cingulatus (Panzer, 1797) - Boomzebraspin
- Salticus scenicus (Clerck, 1757) - Huiszebraspin, Harlekijn
- Salticus zebraneus (C.L. Koch, 1837) - Schorszebraspin
- Sibianor aurocinctus (Ohlert, 1865) - Dikpootspringspin
- Sitticus caricis (Westring, 1861) - Muisspringspin
- Sitticus distinguendus (Simon, 1868) - Kustspringspin
- Sitticus floricola (C.L. Koch, 1837) - Gevlekte moerasspringer
- Sitticus pubescens (Fabricius, 1775) - Harige springspin
- Sitticus saltator (O. P.-Cambridge, 1868) - Zandspringspin
- Synageles hilarulus (C.L. Koch, 1846) - Kleine mierspringspin
- Synageles venator (Lucas, 1836) - Slanke mierspringspin
- Talavera aequipes (O. P.-Cambridge, 1871) - Ringpootzwartkop
- Talavera aperta (Miller, 1971) - Zwartlijfzwartkop
- Talavera petrensis (C.L. Koch, 1837) - Bergspringspin
- Talavera thorelli (Kulczynski, 1891) - Thorell's zwartkop

## Các loài ở Hà Lan
Các loài ở Hà Lan gồm:
- Aelurillus v-insignitus (Clerck, 1757) - V-Vlekspringspin
- Asianellus festivus (C.L. Koch, 1834)
- Ballus chalybeius (Walckenaer, 1802) - Eikenspringspin
- Dendryphantes rudis (Sundevall, 1833) - Glanzende dennenspringer
- Euophrys frontalis (Walckenaer, 1802) - Gewone zwartkop
- Euophrys herbigrada (Simon, 1871) - Witsnor
- Evarcha arcuata (Clerck, 1757) - Bonte grasspringspin
- Evarcha falcata (Clerck, 1757) - Bonte springspin
- Evarcha laetabunda (C.L. Koch, 1846) - Zeldzame springspin
- Hasarius adansoni (Audouin, 1826)
- Heliophanus aeneus (Hahn, 1832) - Rechte blinker
- Heliophanus auratus (C.L. Koch, 1835) - Moerasblinker
- Heliophanus cupreus (Walckenaer, 1802) - Gehaakte blinker
- Heliophanus dubius (C.L. Koch, 1835) - Gevlekte blinker
- Heliophanus flavipes (Hahn, 1832) - Gewone blinker
- Heliophanus kochii Simon, 1868 - Kochs blinker
- Marpissa muscosa (Clerck, 1757) - Schorsmarpissa
- Marpissa nivoyi (Lucas, 1846) - Helmmarpissa
- Marpissa pomatia (Walckenaer, 1802) - Goudbandmarpissa
- Marpissa radiata (Grube, 1859) - Rietmarpissa
- Myrmarachne formicaria (De Geer, 1778) - Bosmierspringspin
- Neon reticulatus (Blackwall, 1853) - Gewone neon
- Neon valentulus (Falconer, 1912) - Donkere neon
- Pellenes tripunctatus (Walckenaer, 1802) - Driepuntspringspin
- Phlegra fasciata (Hahn, 1826) - Gestreepte springspin
- Pseudeuophrys lanigera (Simon, 1871)
- Saitis barbipes (Simon, 1868)
- Salticus cingulatus (Panzer, 1797) - Boomzebraspin
- Salticus scenicus (Clerck, 1757) - Huiszebraspin
- Salticus zebraneus (C.L. Koch, 1837) - Schorszebraspin
- Sibianor aurocinctus (Ohlert, 1865) - Dikpootspringspin
- Sitticus caricis (Westring, 1861) - Muisspringspin
- Sitticus distinguendus (Simon, 1868) - Kustspringspin
- Sitticus floricola (C.L. Koch, 1837) - Gevlekte moerasspringer
- Sitticus inexpectus Logunov & Kronestedt, 1997 - Oeverspringspin
- Sitticus pubescens (Fabricius, 1775) - Harige springspin
- Sitticus saltator (O. P.-Cambridge, 1868) - Zandspringspin
- Synageles hilarulus (C.L. Koch, 1846) - Kleine mierspringspin
- Synageles venator (Lucas, 1836) - Slanke mierspringspin
- Talavera aequipes (O. P.-Cambridge, 1871) - Ringpootzwartkop
- Talavera petrensis (C.L. Koch, 1837)